# Identité judiciaire
Pour l’article homonyme, voir Identité judiciaire (film).
L'identité judiciaire est une section d'un corps de police, dont le périmètre exact et l'organisation interne diffèrent selon les pays.

## France
En France, l'Identité judiciaire est l'une des missions de la police scientifique. Le travail des services territoriaux de l'identité judiciaire, sur le terrain d'une affaire criminelle, consiste à recueillir, à conserver et à présenter des éléments de preuve, et à coordonner ses compétences avec celles de l'enquêteur chargé de l'affaire et des experts judiciaires. Ce service est instauré par le décret présidentiel du 11 août 1893 sous l'impulsion du préfet Lépine qui fusionne le Bureau d'identité créé grâce aux travaux d'Alphonse Bertillon, le service photographique et celui des sommiers judiciaires.
Le service symbolise le processus de modernisation de la police française en appliquant les méthodes scientifiques les plus avancées alors afin de faciliter la traque des criminels (identification anthropométrique, dactylotechnie, gestion des sommiers judiciaires ).
L'activité de la police judiciaire s'accroît considérablement  à partir de 1914 et ils doivent contribuer en région parisienne à assurer la surveillance de tous. Les personnes jugées suspectes ou pouvant entraver l'effort de guerre ainsi qu'assurer la surveillance de toutes les installations  sensibles grâce à la surveillance menée et aux nombreuses photographies réalisées pendant la guerre.
Au niveau national, le service de l'identité judiciaire est un service de la Sous-direction de la police technique et scientifique, plus connue sous l'abréviation PTS. Cette sous-direction a été créée en 1985 dans le cadre de la Direction centrale de la police judiciaire, et comprend cinq services :
- la division de la logistique opérationnelle (DLO) ;
- le service central de documentation criminelle (SCDC) ;
- la direction des études, des liaisons et de la formation (DELF) ;
- le service de l'informatique et des traces technologiques (SCITT) ;
- le service de l'identité judiciaire (SCIJ).

Au niveau central, il est chargé :
- d'organiser et de contrôler l'activité de l'ensemble des services d'identité judiciaire implantés sur le territoire français ;
- d'assurer au profit des services centraux de la direction centrale de la police judiciaire, des travaux techniques de recherches et d'exploitation de traces et d'indices, de balistique, de comparaison d'écritures et d'examen de documents ;
- d'intervenir en renfort des services territoriaux, lors des affaires nécessitant un nombre important de spécialistes, ou la mise en œuvre de technologies dépassant les possibilités locales ;
- de gérer les fichiers automatisés, FAED et FNAEG, et les fichiers dactyloscopiques manuels ;
- d'assurer les travaux photographiques en couleurs de tous les services ;
- de travailler en liaison avec les services territoriaux, qui ont des besoins spécifiques, en matière d'identification des individus, de relevés photographiques et de recherche de traces et d'indices sur les lieux d'infraction.

Parmi les techniques mises en œuvre :
- Dactyloscopie : développement et prélèvement des empreintes digitales (poudres et chimie), photographie d'empreintes digitales, tableaux comparatifs, présentation d'empreintes digitales (témoin expert), comparaison des empreintes digitales, crétologie, comparaison des empreintes palmaires.
- Photographie : traitement photographique, photographie nocturne, évaluation des négatifs, utilisation de filtres, agrandissement et développement par contact.
- Odorologie : prélèvement d'« empreintes olfactives » analysées grâce à l'odorat de chiens.
- Techniques de scène de crime : Vue d'ensemble, méthodes de fouille, de prélèvement, préservation des preuves, véhicules à moteur, enlèvement des cadavres, identification des traces de pneus.
- Morphologie des traces de sang, typologie des traces de sang et analyse de leur valeur comme éléments de preuve ;
- Imagerie numérique judiciaire, caméras numériques pour photographier des empreintes, rehaussement et gérance d'images numériques, création de tableaux comparatifs ;
- Analyse lophoscopique ou analyse d'empreintes latentes difficiles.

## Québec
En 1901, Eugène Laflamme fonde la section d'identité judiciaire du SPVM alors nommé Département de la police de Montréal.
Elle soutient les unités opérationnelles et administratives en ce qui a trait :
- a la loi régissant l'identification judiciaire, elle assure l'intégrité et la sécurité de la preuve saisie et des informations des dossiers;
- elle intervient comme centre d'expertise pour l'identification des véhicules;
- elle agit comme fourrière policière pour les véhicules.

Pour réaliser sa mission, la Section de l'identification judiciaire compte sur 70 employés spécialisés, civils et policiers, ainsi qu'a des équipements de haute technologie.
À tous les ans: 
- elle gère 25 000 nouvelles fiches d'identification;
- elle traite 5 000 scènes de crime;
- elle prélève 3 200 empreintes digitales et 1 100 traces d'ADN;
- son laboratoire traite 3 610 200 dossiers d'enquête;
- elle produit 250 000 photos[3].